# My Spy: The Eternal City
My Spy: The Eternal City is een Amerikaanse komische actiefilm uit 2024, geregisseerd en mede geschreven door Pete segal. De film is een sequel op My Spy uit 2020. De hoofdrollen worden vertolkt door Dave Bautista en Chloe Coleman.

## Verhaal
JJ laat zich overhalen om met Sophie mee te gaan op haar schoolreis naar Italië. Tegen hun wil raken ze betrokken bij een terroristisch complot.

## Rolverdeling
| Acteur                | Personage |
| --------------------- | --------- |
| Dave Bautista         | JJ        |
| Chloe Coleman         | Sophie    |
| Kristen Schaal        | Bobbi     |
| Ken Jeong             | David Kim |
| Anna Faris            | Nancy     |
| Flula Borg            | Crane     |
| Taeho K               | Collin    |
| Billy Barratt         | Ryan Kerr |
| Craig Robinson        | Connelly  |
| Nicola Correia-Damude | Christina |
| Noah Danby            | Todd      |

## Productie
Na de goede ontvangst van My Spy op Amazon Prime Video in 2020, maakten Amazon MGM Studios en STXfilms in augustus 2020 plannen over een vervolg op de film. De sequel werd in februari 2023 bevestigd, met Pete Segal die terugkeerde om te regisseren en Dave Bautista, Chloe Coleman, Kristen Schaal en Ken Jeong die hun rollen hernamen. Anna Faris, Craig Robinson en Flula Borg zouden zich ook bij de cast voegen, waarvan de productie die maand begon. De opnames werden in mei 2023 in Venetië afgerond.

## Release en ontvangst
My Spy: The Eternal City ging op 18 juli 2024 in première op de streamingdienst Prime Video. De film kreeg overwegend negatieve kritieken van de filmcritici, met een score van 22% op Rotten Tomatoes, gebaseerd op 36 beoordelingen.